# Bolivia i olympiska sommarspelen 1988
Bolivia deltog i de olympiska sommarspelen 1988 med en trupp bestående av sju deltagare, men ingen av landets deltagare erövrade någon medalj.

## Cykling
- Baylon Becerra

## Friidrott
Herrarnas 10 000 meter
- Policarpio Calizaya
  - Första omgången — 30:35,01 (→ gick inte vidare)

Herrarnas maraton
- Juan Camacho — 2:34,41 (→ 69:e plats)

## Fäktning
Herrarnas sabel
- Pedro Bleyer

## Judo
- Ricardo Belmonte